# D.H.S.C.
D.H.S.C. (DOS Holland Stichtse Boys Combinatie) was een amateurvoetbalvereniging uit Utrecht, Nederland.

## Geschiedenis
De club is op 1 juli 2007 ontstaan uit een fusie tussen DHC'04 en Stichtse Boys. DHC'04 was per 1 juli 2004 ontstaan als fusieclub tussen DOS en USV Holland.
Accommodatie
De terreinen van DOS en Holland grensden aan elkaar aan de Thorbeckelaan. Na de fusie in 2007 zijn beide terreinen gesloopt en werd er een nieuw Sportpark Thorbeckelaan aangelegd voor D.H.S.C. in de wijk Ondiep. Inmiddels is dit sportpark omgedoopt tot Sportpark Wesley Sneijder, vernoemd naar Wesley Sneijder, die opgroeide in Ondiep en voetbalde bij DOS.

### Stichtse Boys
Stichtse Boys werd opgericht op 1 september 1916. Het standaardelftal van Stichtse Boys kwam uit in de zondagafdeling van het amateurvoetbal.
Opheffing
Op 21 juni 2024 werd bekend dat de vereniging, die kampte met financiële problemen, bestuurlijke chaos,en dientengevolge een sterk achteruitlopend ledental, op 24 juni 2024 zal worden opgeheven. Op dezelfde dag, 21 juni 2024, werd de naam van Wesley Sneijder, naar wie de accommodatie is vernoemd, van de muur van het clubgebouw gesloopt.

#### Competitieresultaten 1939–2005
| 4 4F |

| 6 |

| 8 4J |

| 7 4M |

| 9 4M |

| 9 4M |

|  |

| 3 4? |

| 6 4K |

| 11 4J |

| 10 4L |

| 2 4J |

| 1 4I |

| 7 3D |

| 12 3D |

| 1 4H |

| 8 3D |

| 3 3D |

| 4 3D |

| 7 3D |

| 12 3D |

| 5 4H |

| 6 4H |

| 6 4H |

| 7 4H |

| 9 4H |

| 8 4H |

| 12 4H |

|  |

|  |

| 1 4H |

| 2 3D |

| 9 3D |

| 2 3D |

| 4 3D |

| 1 3D |

| 2 2B |

| 8 2B |

| 3 2B |

| 6 2B |

| 6 2B |

| 1 2B |

| 13 1A |

| 9 2B |

| 3 2B |

| 12 2B |

| 1 3D |

| 12 2B |

| 11 3D |

| 11 4H |

| 9 4H |

| 1 4H |

| 5 3D |

| 12 3D |

| 9 4H |

| 10 4H |

| 11 4H |

| 7 4H |

| 7 4H |

| 10 4H |

|  |

| 10 4H |

| 10 4H |

| 4 4H |

| 7 4G |

| 12 4G |

| 7 5H |

| Eerste klasse | Tweede klasse | Derde klasse | Vierde klasse | Vijfde klasse | Noodcompetitie |

In elke staaf van de grafiek staat van boven naar beneden vermeld: 
- Eindnotering

Dit is de positie die de club heeft bereikt in de competitie, zonder eventuele beslissings-, play-off- of nacompetitiewedstrijden die nodig zijn geweest om bijvoorbeeld de kampioen van de competitie te bepalen.
Indien een * achter het getal staat is de notering een tussenstand en kan het zijn dat de notering niet overeenkomt met de uiteindelijke eindstand van de competitie.
Staat er een - dan is het seizoen nog bezig en is er geen definitieve uitslag bekend.
Staat er xx op de positie van de notering, dan heeft de club vroegtijdig de competitie verlaten. Dit kan onder andere komen door terugtrekking van het team, faillissement van de club of door een uitgedeelde straf van de KNVB. In veel gevallen staat elders in het artikel de reden vermeld.
Staat er een ? dan is het resultaat uit het verleden onbekend, en is alleen de competitie of het niveau bekend van dat seizoen.
In de seizoenen 2019/20 en 2020/21 werd wegens de coronacrisis het amateurvoetbal afgebroken. Daardoor kennen deze staven geen eindklassering (middels -- weergegeven).
- Competitieniveau en afdelingsletter of Officiële eindstand Eredivisie
  - Competitieniveau en afdelingsletter

Hierbij geeft het getal het niveau weer, dat ook terug te vinden is in de legenda. De letter is de afdelingsaanduiding en wordt gebruikt wanneer er meer afdelingen zijn op hetzelfde niveau. De afdelingsletter is altijd een hoofdletter en wordt meestal zonder nummer gebruikt.
Voorbeeld: 2F is niveau 2e klasse competitie F.
Het competitieniveau en nummer wordt niet vermeld wanneer er slechts één competitie van dit niveau was.
  - Officiële eindstand Eredivisie (getal staat tussen haakjes vermeld)

Sinds de introductie van play-offwedstrijden voor Europees voetbal na afloop van de reguliere competitie in 2005/06, is de KNVB verplicht een eindstand van de Eredivisie door te geven aan de UEFA aan de hand van deze play-offwedstrijden.
Bij deze eindstand staan clubs die zich hebben gekwalificeerd voor Europees voetbal hoger dan clubs die zich niet wisten te kwalificeren. Indien er geen verschil was tussen de eindnotering en de officiële eindstand, staat dit getal niet vermeld.

- Onderafdeling

Hier staat afgekort de naam van de onderafdeling indien de club in dat jaar in een onderafdeling uitkwam. Tevens staat deze afkorting in de legenda en wordt gelinkt naar het artikel over deze onderafdeling. Deze afkorting wordt alleen vermeld wanneer de club in het verleden in verschillende onderafdelingen heeft gespeeld. Deze vermelding is in de staaf altijd in kleine letters. Deze onderafdelingen zijn na het seizoen 1995/96 afgeschaft. Heeft de club in slechts één onderafdeling gespeeld, dan is dit alleen terug te vinden in de legenda.
Onder de staaf staat het jaartal vermeld waarin het seizoen is afgesloten. 15 verwijst naar het seizoen 2014/15 of eventueel het seizoen 1914/15.
Wanneer een staaf leeg is, zijn deze gegevens niet bekend. Het kan ook zijn dat de club dat seizoen niet heeft meegespeeld op het hogere amateurniveau, vroegtijdig de competitie heeft verlaten of uit de competitie is gezet.

In het seizoen 1944/45 was er wegens de Tweede Wereldoorlog geen regulier competitievoetbal.

## Standaardelftallen

### Zaterdag
Het standaardelftal in het zaterdagvoetbal kwam in het seizoen 2021/22 voor het eerst uit in de landelijke Hoofdklasse zaterdag. Een jaar later werd deze competitie hernoemd naar Vierde divisie.

#### Erelijst
kampioen Eerste klasse: 2019
kampioen Tweede klasse: 2017
kampioen Derde klasse: 2015
kampioen Vierde klasse: 2008

#### Competitieresultaten 2005–2024
N.B. tot en met 2007 als DHC'04
| 2 4H |

| 1 4H |

| 2 4H |

| 1 4H |

| 3 3C |

| 7 3C |

| 7 3C |

| 11 3D |

| 7 3D |

| 6 3D |

| 2 3C |

| 8 2B |

| 1 2B |

| 5 1C |

| 1 1A |

| 2* A |

| 7* A |

| 11 A |

| 10 B |

| 11 A |

2006: de beslissingswedstrijd op 2 mei bij USV Elinkwijk om het klassekampioenschap in 4H werd met 0-4 verloren van UVV.
2015: de beslissingswedstrijd op 12 mei bij SV Zeist om het klassekampioenschap in 3C werd met 3-1 gewonnen van FC Hilversum.
| Hoofdklasse/4e Divisie | Eerste klasse | Tweede klasse | Derde klasse | Vierde klasse |

### Zondag
Het standaardelftal in het zondagvoetbal speelde laatstelijk in het seizoen 2011/12, waar het uitkwam in de Tweede klasse van het KNVB-district West-I.

#### Erelijst
kampioen Vierde klasse: 2006

#### Competitieresultaten 2005–2012 2021-2023
| 3 4G* |

| 1 4G* |

| 5 3D* |

| 5 3D |

| 5 3D |

| 2 3D |

| 8 2B |

| 12 2B |

| 3 5B |

| 4 4D |

* Als DHC'04, daarna als DHSC.
| Tweede klasse | Derde klasse  |
| Vierde klasse | Vijfde klasse |

## Bekende (oud-)DHSC'ers
VVU Ardahanspor · DESTO · Domstad Majella · DVSU · UCS EDO · USV Elinkwijk · Eminent Boys · Faja Lobi KDS · USV Hercules · SV HMS · Hyenas FC · SV Kampong · VV Kismet · VV De Meern · SV Nieuw Utrecht · VV Odin · Odysseus '91 · SV Overvecht/De Dreef  · ksv PVC · PVCV Vleuten · SV Rivierwijkers · Sporting '70 · VV Sterrenwijk · FC Utrecht · SV Utrecht United · UVV · SV Vechtzoom · VV Voorwaarts · VSC · VVJ · Zwaluwen Utrecht 1911